# Týnské údolí

Týnské údolí

Týnské údolí je lesní park v Třebíči, převážně na území místní části Týna. V podstatě jde o část členitého údolí Týnského potoka. Údolí překlenuje dvojice třípolových mostů novodvorské páteřní ulice Marie Majerové.

## Historie a popis
Na Týnském potoce se v Týnském údolí dochovala stará soustava rybníčků, zřízená původně za účelem zásobování města vodou.
Lesopark Týnského údolí zaujímá plochu asi 20 ha. Souvislá plocha zeleně je však mnohem rozsáhlejší vzhledem k bezprostřední návaznosti na podklášterský Hrádek s jeho židovským hřbitovem, na novodvorský Hájek a lesní porost Šmeralova kopce. Vlastní Týnské údolí je jedním z výrazných bočních údolí členících třebíčský reliéf. Na samo údolí navazují podružná údolíčka od týnské návsi, druhé bočního přítoku od Baráku a Nadýmáčku a třetí od Hájku.
V dávné minulosti Týnským údolím pravděpodobně vedla cesta ze střední Moravy (Rajhrad) a Uher, která se v Týně spojovala s cestou od dnešního Žerotínova náměstí, což byla obchodní cesta z Rakous.
Týnské údolí má nejen vysokou přírodní hodnotu jako rekreační území, ale obyvatelům novodvorských sídlišť slouží i jako efektivní zkratka do centra. Park trpí nedostatečným vybavením inventářem, provést by se měly některé další parkové úpravy, zbudovat další přístupové cesty ze sídliště. Záměr revitalizace Týnského údolí byl zanesen do programu městské samosprávy vzešlé z komunálních voleb z roku 2006. Revitalizace by měla obnovit skalní stepi na jižních svazích údolí, údolí by se mělo pročistit od náletových dřevin, vzniknout by měly nové cesty, ty současné by se měly upravit, doplněno by mělo být veřejné osvětlení. Úpravy by se měl dočkat i Týnský potok, který je místy zakrytý.
Na jaře roku 2020 by měla být otevřena geoexpozice geologie města Třebíče a okolí, instalována bude u cesty naproti židovského hřbitova v Týnském údolí. Realizaci provede ekocentrum Chaloupky. Celkem by mělo být instalováno 17 kamenů, byly získány v různých lomech, mezi vystavenými kameny bude žulosyenit z lomu nedaleko Kamenné, amfibolit z lomu nedaleko Vícenic u Náměště, bítešská rula z lomu nedaleko Křoví u Velké Bíteše, žula a granit z lomu nedaleko Bílého Kamene, mramor z lomu nedaleko Zblovic, hadec z lomu nedaleko Hrubšic. Odborný dohled nad geoexpozicí převzal třebíčský rodák Stanislav Houzar. Bude instalována informační cedule s geologickou mapou. Na počátku roku 2020 bylo oznámeno, že geoexpozice by měla být otevřena při příležitosti Dne země 22. dubna 2020. Otevřena byla ke konci dubna. Celkem bylo instalováno 14 kamenných bloků, které byly dovezeny z různých míst západní Moravy.
V létě roku 2022 bylo instalováno osvětlení na cestě po údolí, bude tak lépe přístupná geoexpozice nebo židovský hřbitov. V roce 2024 bylo oznámeno, že město by rádo vykoupilo pozemky patřící soukromým osobám a tak mělo volnou ruku pro úpravy.

## Týnský potok a rybníky
Týnský potok jako tvůrce Týnského údolí pramení v polích za městem na Podklášteří, jeho severní přítok pak v trati V Chudobě na sever od Nového hřbitova. V Týně stéká do Týnského údolí, protéká Kočičinou a vlévá se zleva do řeky Jihlavy.

## Most přes Týnské údolí
V roce 2024 dojde k rekonstrukci mostu přes Týnské údolí, víc než půl roku potrvá rekonstrukce vozovky i vnitřních konstrukcí mostu. Cena za opravu mostu dosáhne 29 milionů Kč, rekonstrukce mostu začala v březnu roku 2024, práce by měly být dokončeny v srpnu téhož roku. Po dokončení opravy mostu bude opravena i cesta v Týnském údolí pod mostem. Most bylo potřeba opravit, protože při kontrole byla odhalena koroze kovových prvků, nosníky i zábralí budou pouze opraveny. Oprava mostu byla z větší části dokončena k 1. září roku 2024.

## Galerie

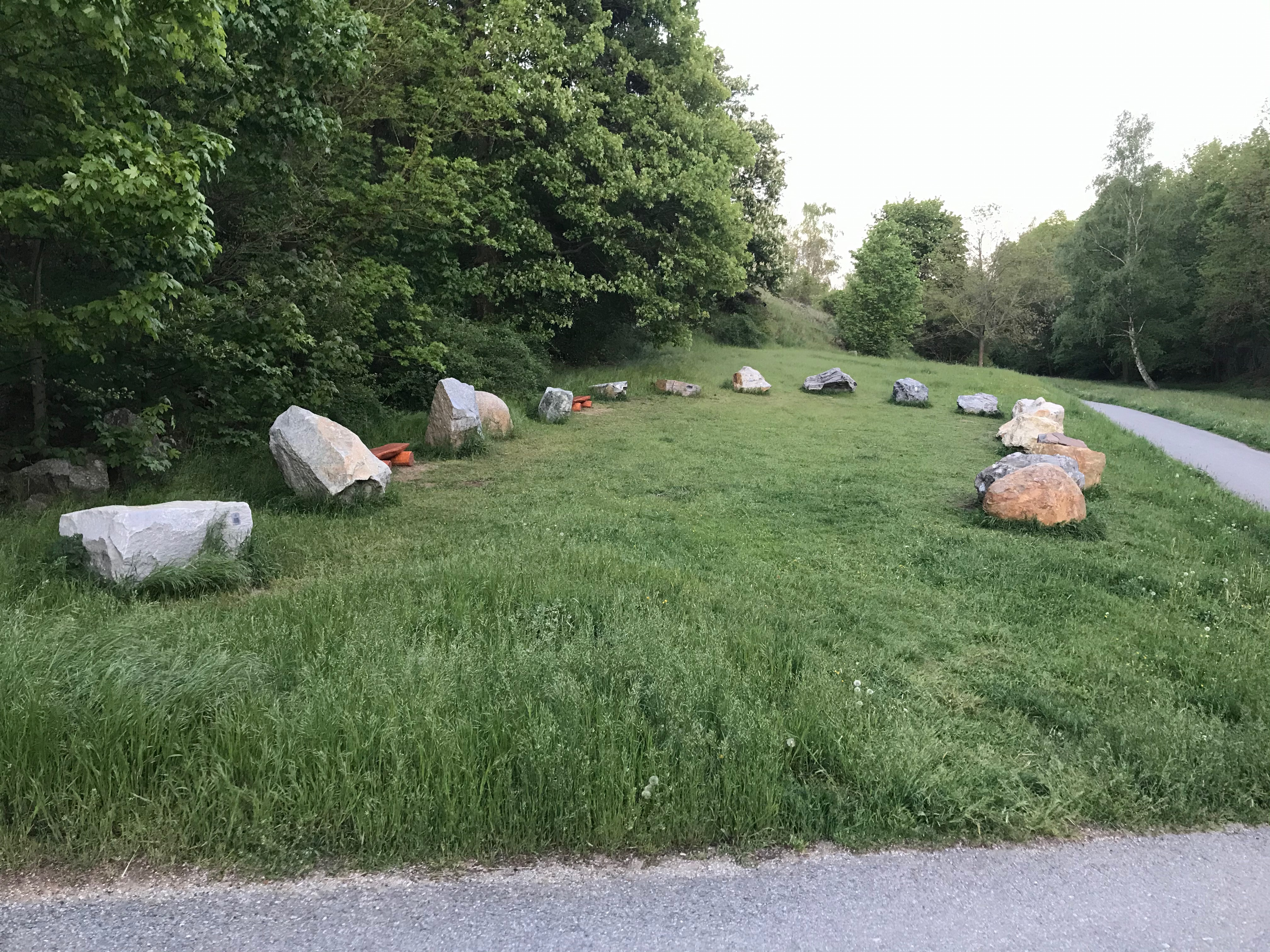
Geoexpozice v Týnském údolí
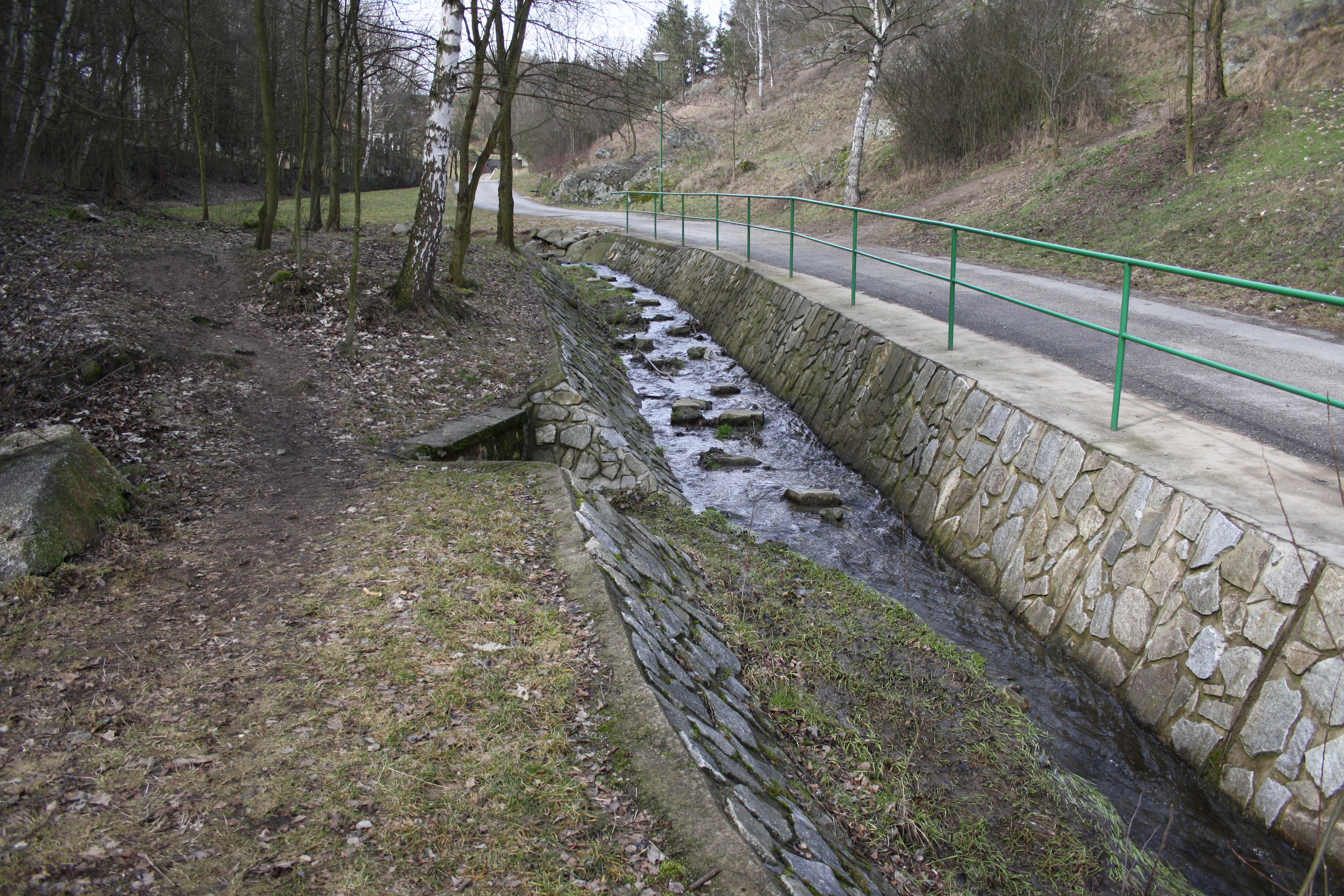
Týnský potok
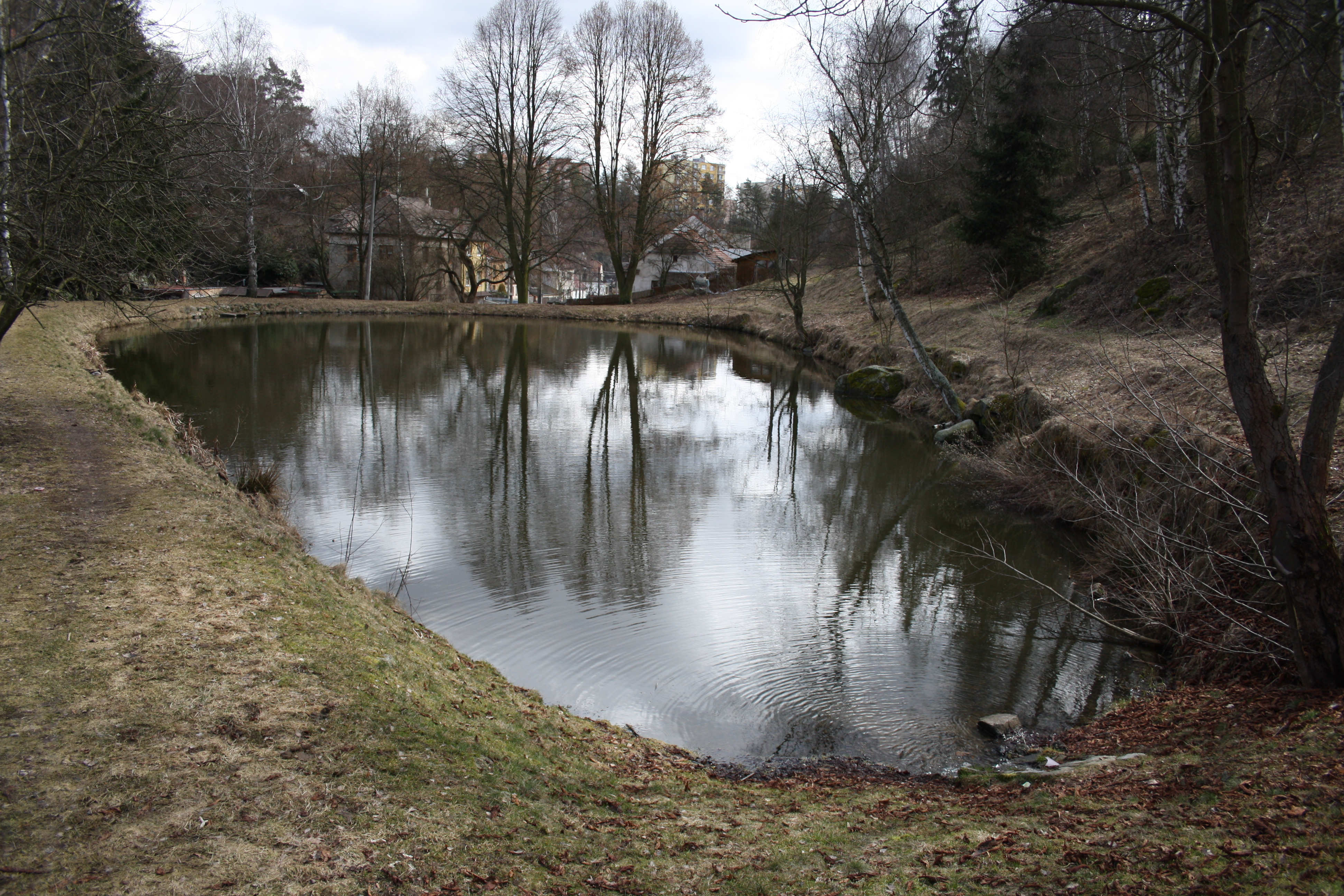
Rybník Baba (Babák)